# One Financial Center
Das Gebäude One Financial Center ist ein Wolkenkratzer im Financial District von Boston im Bundesstaat Massachusetts der Vereinigten Staaten. Er wurde 1983 fertiggestellt und ist mit 590 ft (179,83 m) Höhe und 46 Stockwerken das siebthöchste Gebäude der Stadt. Eine 90 ft (27,43 m) hohe Lobby erstreckt sich als glasüberdachtes Atrium über die ersten beiden Stockwerke. Die übrigen Etagen beinhalten Büroflächen, deren Mieter Anwaltskanzleien, Certified Public Accountants und Unternehmen aus der Finanzdienstleistungsbranche sind.
Das Gebäude steht am Dewey Square auf einem historischen, 5.000 m² großen Grundstück neben der Boston South Station und dem Federal Reserve Plaza und verbindet damit das Gebiet um den Fort Point Channel mit dem Bostoner Financial District.
Während des Big Dig war besondere Sorgfalt erforderlich, um eine Setzung des Erdreichs unterhalb des Gebäudes zu verhindern, da die Bauarbeiten in einer Entfernung von lediglich 25 ft (7,62 m) an den Fundamenten des Turms vorbeiführten, die aufgrund der örtlichen Geographie auf Erde und nicht auf anstehendem Gestein stehen.
Inklusive der beiden auf dem Dach des Gebäudes befindlichen Sendemasten erreicht das Gebäude eine Höhe von 683 ft (208,18 m) und ist in dieser Beziehung das dritthöchste Gebäude in Boston. Von diesen Aufbauten und den dazugehörigen Kabeln abgesehen ist das Dach flach und besitzt keine Krone.